# Martin Haas (Musiker)
Martin Haas (* 16. Mai 1959 in Frankfurt am Main) ist ein deutscher Musikproduzent, Komponist und ehemaliger deutscher Rugby-Nationalspieler.

## Rugby
Im Alter von 16 Jahren fing Haas an, beim SC Frankfurt 1880 Rugby zu spielen. 1979 wurde Haas aufgrund seiner herausragenden Leistungen im Verein in die deutsche Nationalmannschaft berufen.
Als Mitglied der deutschen Rugby-Nationalmannschaft bestritt er bis 1986 insgesamt 23 Länderspiele und ist damit Rekordnationalspieler für das Land Hessen.

## Werdegang als Musiker
Mit 16 Jahren bekam Haas von seinem Onkel und seiner Tante ein Klavier geschenkt. Durch das Nachspielen von Titeln aus dem Radio oder von Schallplatten nach eigenem Gehör schuf er sich ein großes Repertoire an Titeln an. Zur Finanzierung seines Jura-Studiums trat er damit ab 1984 als Live-Act in Frankfurter Musikkneipen auf.
In der Folgezeit trat Haas bis 1990 auf zahlreichen Galas und Privatfeiern von Prominenten wie dem Schleswig-Holstein-Festival, dem Ball des Sports oder dem Bundeskanzlerfest auf. 1988 gründete Haas die USP-Tonstudios. Musikalisch beeinflusst ist Haas vor allem von US-amerikanischen Künstlern wie Prince, Stevie Wonder und Gino Vanelli.

### Tatort/Werbung
Während einer seiner Gala-Auftritte lernte Haas die Regisseurin Sylvia Hoffman kennen, die Haas und Sattler als Kompositions-Team für ihren nächsten Tatort annahm.
Bis 1995 produzierte und komponierte Haas zusammen mit Sattler diverse Werbe- und Filmmusiken, darunter die Filmmusik für den Tatort, Ein Fall für zwei, Peter Strohm, sowie Werbemusik für Marken wie Ritter Sport, Karamalz, Marlboro, Baileys, die Eichbaum-Brauerei, United Colours of Benetton, Blend-a-Med, Kümmerling, MB-Spiele sowie Fisherman’s Friend.

### Moses Pelham
Nachdem Haas erstmals 1988 Kontakt zu Moses Pelham hatte, produzierte er gemeinsam mit Sattler 1993 Pelhams erstes Studio-Album Direkt aus Rödelheim, die erste Auskopplung des „Rödelheim Hartreim Projekts“ (RHP). Das Debütalbum verkaufte zunächst 160.000 Einheiten. Die zweite Auskopplung des RHP Zurück nach Rödelheim stieg auf Platz 3 der deutschen Charts ein und verkaufte 180.000 Einheiten. Nach 11 Jahren erreichte „Direkt aus Rödelheim“ mit mehr als 250.000 verkauften Einheiten Gold-Status.
1998 erschien Moses Pelhams erstes Soloalbum „Geteiltes Leid I“, das auf Platz 11 in die Charts einstieg. 2004 erschien Moses Pelhams zweites Soloalbum „Geteiltes Leid 2“. Am 9. November 2012 erschien das dritte Album „Geteiltes Leid 3“. Die gesamte Album-Trilogie wurde von Haas und Pelham gemeinsam produziert.
Für die 3P-Compilation „Revolution“ schrieben und produzierten Haas und Pelham mit Udo Lindenberg 2 Titel. Am 13. Dezember 2013 erschien das von Haas und Pelham produzierte Live-Album "Live in Frankfurt".
Am 6. März 2020 erschien mit „EMUNA“ das vierte Solo-Album von Moses Pelham, das ebenfalls hauptsächlich von Haas und Pelham gemeinsam produziert wurde.

### Sabrina Setlur
Das Produzenten-Duo Haas/Pelham veröffentlichte 1995 mit Sabrina Setlur unter dem Pseudonym „Schwester S“ das erste Album der deutschen Rapperin. In Zusammenarbeit mit RHP fanden sie mit „Ja klar“ ihren ersten Top-10-Hit. Das zweite Album, „S. ist soweit“, stieg in den deutschen Charts auf Platz 11 ein. 1997 erschien Setlurs drittes Studioalbum, „Die neue S-Klasse“. Das von Haas/Pelham produzierte Album erreichte erstmals Goldstatus. Die Single-Auskopplung Du liebst mich nicht erreichte Platz 1 der deutschen Charts und machte Setlur zur ersten deutschen Rapperin mit einem Nr.-eins-Hit in den deutschen Singlecharts. Du liebst mich nicht wurde 2015 von Ado Kojo und Shirin David 2015 gecovert.
Das vierte Studio-Album Setlurs, „Aus der Sicht und mit den Worten von“, erreichte schon vor Veröffentlichung Gold-Status und stieg auf Platz 3 in die Charts ein. Auch das fünfte und sechste Studio-Album Setlurs wurde von Haas/Pelham produziert, „Sabs“ erreichte Platz 11 der deutschen Album-Charts.

### Xavier Naidoo
Mit Xavier Naidoo nahm Haas einige Cover auf. Auf dem ersten RHP-Album 1993 sang Naidoo im Intro des Titels „Reime“. Später wurde Naidoo der deutschen Öffentlichkeit durch seinen Solo-Part auf dem von Haas produzierten Sabrina-Setlur Titel „Freisein“ vorgestellt.
Die Resonanz auf Naidoo war so überragend, dass sich Haas/Pelham dazu entschlossen, Naidoos erstes Studio-Album „Nicht von dieser Welt“ zu produzieren. Das 1998 erschienene Album hielt sich 3 Wochen lang in den deutschen Charts auf Platz 1 und insgesamt 103 Wochen in den deutschen Longplay-Charts. Das Album verkaufte sich über 1.000.000 Mal und erhielt zahlreiche Edelmetall-Auszeichnungen in Deutschland, Österreich und der Schweiz.
Nach jahrelangem Zerwürfnis von Pelham und Naidoo wurde nach Versöhnung am 1. April 2016 das zweite von Haas/Pelham produzierte Xavier-Naidoo-Album „Nicht von dieser Welt 2“ veröffentlicht, das ebenfalls auf Platz 1 der deutschen Charts einstieg.

### Glashaus
Nachdem Pelham 1999 durch ein Demo-Tape auf die Sängerin Cassandra Steen aufmerksam wurde, arrangierte er ein Treffen zusammen mit Haas. Zunächst nahmen die drei einige Titel auf, die für ein Soloalbum von Steen gedacht waren. Haas, Pelham und Steen gründeten 2000 die Band Glashaus.
Anfang 2001 erschien das gleichnamige Debütalbum. Die erste Single-Auskopplung Wenn das Liebe ist erreichte Platz 5 der deutschen Singlecharts. Das Album hielt sich über 30 Wochen in den deutschen Charts und wird für drei Echos nominiert.
Im Sommer 2002 veröffentlichten GLASHAUS die erste Single-Auskopplung "Bald (und wir sind frei)" aus dem zweiten Studio-Album "GLASHAUS II (Jah Sound System)" und im November die GLASHAUS-DVD und -Album-CD "Live in Berlin". Zum Anlass des 60. Geburtstag Reinhard Meys erschien Ende des Jahres ein Tribute-Album, auf dem GLASHAUS mit einem Cover des Reinhard Mey-Songs "Ich bring´ Dich durch die Nacht" vertreten war.
Das dritte GLASHAUS-Album "Drei" stieg 2005 auf Platz 4 der deutschen Album-Charts und die dazugehörige Single-Auskopplung "Haltet die Welt an" auf Platz 11 der deutschen Single-Charts. Am 10. November 2006 erschien das GLASHAUS-Album "Von Herzen – Das Beste". 2009 veröffentlichte das Produzentenduo Haas/Pelham zusammen mit der Sängerin Peppa Singt das vierte GLASHAUS-Album "NEU". Die Singleauskopplung "Das hier" erschien am 23. Oktober. Haas/Pelham produzieren den Titel „Steh auf (featuring GLASHAUS)“, der auf dem am 19. Februar veröffentlichten "Zeiten ändern dich" von Bushido erscheint. Auch produzierte das Produzentenduo 2015 fünf Stücke für das Steen-Solo-Album „Mir so nah“.
Am 28. April 2017 erschien das fünfte von Haas/Pelham produzierte GLASHAUS-Album „Kraft“ erneut unter Beiwirken Steens.

### Sebastian Hämer
2006 waren Medien und Musikinteressierte vor das Rätsel gestellt, wer hinter dem Lied "Sommer unseres Lebens" steht. Ein als "Der fliegende Mann" getarnter Künstler wollte seine Identität erst preisgeben, nachdem auf einer dazugehörigen Webseite 100.000 registrierte Besucher verbucht sind. Durch öffentliche Aufmerksamkeit durch Radiosender entwickelte sich ein Katz-und-Maus-Spiel und nach 3 Wochen waren bereits die 100.000 Nutzer erreicht. Der Sänger von „Sommer unseres Lebens“ entpuppte sich als Sebastian Hämer. "Sommer unseres Lebens" erschien schließlich am 30. Juni 2006 und dringt in die Top 10 der deutschen Single-Charts vor. Das von Haas/Pelham produzierte Debüt-Album "Der fliegende Mann" erschien am 11. August 2006.

### Zusammenarbeit mit KIKA
Martin Haas trat bis 2018 als Juror bei der KIKA-Sendung Dein Song auf. 2020 war er als Juror bei der Auswahl für den Junior-ESC tätig.

## Diskographie
Haas’ Diskographie umfasst mindestens 65 Single-Veröffentlichungen, 340 Kompositionen, fast ebenso viele Textdichtungen und 62 Chartnotierungen, darunter 24 Top-20-Platzierungen.
Von Haas produzierte Tonträger wurden mit 10 × Gold, 2 × Platin, 1 × Dreifach-Gold und 1 × Doppel-Platin ausgezeichnet. Seine Musik hielt sich insgesamt 670 Wochen in den deutschen Charts. Insgesamt verkaufte Haas über 10 Millionen Tonträger.

## Auszeichnungen
1998 wurde Haas als "Bester nationaler Produzent" mit einem Echo ausgezeichnet. Hinzu kommen 15 Echo-Nominierungen für von Haas/Pelham produzierte Künstlern.

## Kraftwerk-Prozess
Martin Haas ist neben Moses Pelham Hauptbeklagter im Rechtsstreit „Metall auf Metall“. Er hatte 1997 bei der Produktion des Sabrina-Setlur-Titels „Nur Mir“ eine Sequenz aus dem Kraftwerk-Song „Metall auf Metall“ entnommen, in „Nur Mir“ eingefügt und damit die vermeintliche Verletzungshandlung begründet.
Der Rechtsstreit hatte bahnbrechende höchstrichterliche Entscheidungen für das deutsche Urheberrecht und die Kunstfreiheit in Deutschland zur Folge und wurde in der Gesellschaft kontrovers diskutiert.